# لیک کترین (ایلینوی)
لیک کترین (به انگلیسی: Lake Catherine) یک حوزه سرشماری در ایالات متحده آمریکا است که در ایلینوی واقع شده‌است. لیک کترین ۱٬۳۷۹ نفر جمعیت دارد.